# Transporte en Santa Elena

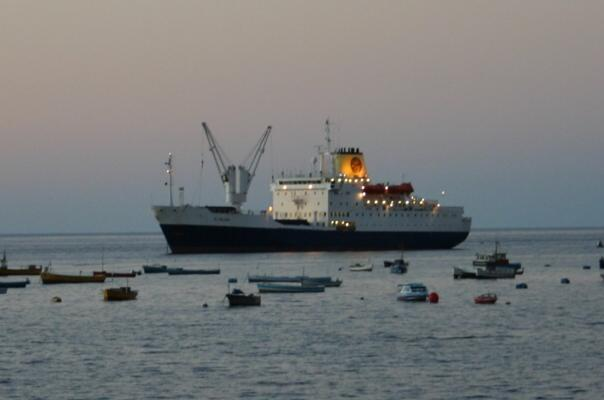
El RMS St Helena en la bahía de James

La isla Santa Elena cuenta con 138 kilómetros de carreteras, de los cuales 118 kilómetros están pavimentadas y 20 kilómetros no. El único puerto principal es la bahía de James, en Jamestown que tiene la aduana y edificios de migraciones. Otro puerto importante se localiza en el Valle de Rupert. No existe una marina mercante.

## Carreteras
Santa Elena cuenta con su propio sistema de matrículas de vehículos. Se conduce por la izquierda, como es el caso del Reino Unido. De hecho, dos de los países más cercanos a las islas —Sudáfrica y Namibia— también se conduce por la izquierda. El límite de velocidad es de 48 km/h en toda la isla, y muchas de las carreteras son de un solo carril y en las laderas empinadas la etiqueta local es que los conductores se dirigen cuesta abajo dan paso a los que dirigen hacia arriba.
Un minibús ofrece un servicio básico para llevar a la gente alrededor de Santa Elena, con la mayoría de los servicios diseñados para llevar a la gente en Jamestown por unas horas durante la semana para llevar a cabo sus negocios. Alquileres de coches están disponible para los visitantes.

## Aeropuertos
En noviembre de 2011 se firmó un acuerdo entre el gobierno británico y la empresa sudafricana Basil Read y se propone el aeropuerto abra en 2016, con vuelos desde y hacia Londres y Sudáfrica.
Un aeropuerto fue construido en la isla Ascensión durante la Segunda Guerra Mundial para ser utilizado como un punto de parada para las aeronaves el transporte exclusivo de las fábricas en Canadá y los Estados Unidos a la guerra en el norte de África. Al final de la guerra, el aeropuerto fue abandonado y posteriormente se reabrió cuando Ascensión comenzó a ser utilizado como base para los lanzamientos espaciales de vigilancia y las pruebas de misiles balísticos intercontinentales. El aeropuerto de Ascensión es ahora conocido como RAF Wideawake. La única manera de volar a la Ascensión es volar con la Royal Air Force a través de la Base Aérea de Brize Norton, en Oxfordshire, Inglaterra operado (a partir de septiembre de 2010) por un Boeing 767-300ER de Air Seychelles. Un número limitado de civiles están permitidos en este vuelo, pero las tarifas son altas. La transferencia de la Ascensión a Santa Elena lleva dos días en el RMS Santa Elena.

## Ferrocarriles
El Saint Helena Railway Company construyó un ferrocarril de plano inclinado en la isla en 1829. Fue reconstruida como una larga e empinada escalera, por los Royal Engineers en 1871 que actualmente se conoce como Jacob’s Ladder.